# Ormenophlebia rollinati
Ormenophlebia rollinati – gatunek ważki z rodziny świteziankowatych (Calopterygidae).